# Letlands Krigsmuseum
Letlands Krigsmuseum (lettisk: Latvijas Kara muzejs) er et militærhistorisk museum i Riga, hovedstaden i Letland. Museet etableredes 1919 i Krudttårnet, men blev udvidet til den tilstødende bygning opført mellem 1937 og 1940 til samme formål. Museet var oprindeligt dedikeret de lettiske skytter, men omfatter i dag militær- og krigshistorie fra det der i dag udgør Letlands territorium fra det 13. århundrede til nyere tid.
Krigsmuseet har filialen Juleslagets Museum beliggende i Valgundes pagasts, Jelgavas novads, ikke langt fra byen Jelgava.